# Greenville (Mississippi)
Greenville ist Verwaltungssitz des Washington County im Westen des US-amerikanischen Bundesstaates Mississippi am Mississippi River. Im Jahre 2020 hatte die Stadt 29.670 Einwohner. Greenville ist die neuntgrößte Stadt im Bundesstaat Mississippi.
Greenville ist nach Nathanael Greene benannt, einem Helden des Amerikanischen Unabhängigkeitskrieges.
Greenville liegt am östlichen Ufer des Lake Ferguson, einem Altarm des Mississippi. Zwei schwimmende Spielcasinos liegen auf dem See in der Nähe der Innenstadt, ein drittes weiter westlich unweit der Greenville Bridge. Die Chicago Mill and Lumber Co. betrieb ein Sägewerk am See, das sich auf die Produktion von Gefäßen aus Hartholz spezialisierte. Nördlich der Stadt befindet sich mit dem Winterville Mounds Historic Site ein Museum über die frühe Geschichte der Region. Die Mounds wurden von einem Indianerstamm errichtet, der vor den Choctaw und Chickasaw die Gegend besiedelte.

## Geografie
Greenville liegt auf 33°23′55″ nördlicher Breite und 91°2′54″ westlicher Länge.
Die Fläche der Stadt umfasst 71,6 km², davon 2,0 km² Wasserfläche.

## Demografie
Bei der Volkszählung im Jahre 2000 wurde eine Einwohnerzahl von 41.633 ermittelt. Diese verteilten sich auf 14.784 Haushalte in 10.422 Familien. Die Bevölkerungsdichte lag bei 598/km². Es gab 16.251 Gebäude, was einer Dichte von 233,4/km² entspricht.
Die Bevölkerung bestand im Jahre 2000 aus 28,92 % Weißen, 69,60 % Afroamerikanern, 0,07 % Indianern, 0,71 % Asiaten und 0,21 % anderen. 0,49 % gaben an, von mindestens zwei dieser Gruppen abzustammen. 0,71 % der Bevölkerung bestand aus Hispanics, die verschiedenen der genannten Gruppen angehörten.
31,4 % waren unter 18 Jahren, 10,1 % zwischen 18 und 24, 26,3 % von 25 bis 44, 20,5 % von 45 bis 64 und 11,8 % 65 und älter. Das durchschnittliche Alter lag bei 32 Jahren. Auf 100 Frauen kamen statistisch 85,4 Männer, bei den über 18-Jährigen 77,5.
Das durchschnittliche Einkommen lag bei $25.928, das durchschnittliche Familieneinkommen bei $30.788. Das Einkommen der Männer lag durchschnittlich bei $29.801, das der Frauen bei $20.707. Das Pro-Kopf-Einkommen lag bei $13.992. Rund 25,7 % der Familien und 29,6 % der Gesamtbevölkerung lagen mit ihrem Einkommen unter der Armutsgrenze.

## Verkehrswesen

### Flughafen
Der Greenville Mid-Delta Airport, der nordöstlich von Greenville liegt, dient der Region um Greenville als Anbindung an das Luftverkehrsnetz. Die Regionalfluggesellschaft Boutique Air betreibt Verbindungen nach Dallas/Fort Worth, New Orleans und Nashville.

### Fernstraßen
Der U.S. Highway 82, der U.S. Highway 61 und die Great River Road (Mississippi Highway 1) sind die Hauptadern des Straßenverkehrs im Gebiet um die Stadt Greenville. Der U.S. Highway 82 ist der wichtigste Verkehrsweg im Straßennetz des Mississippi Deltas, er ist angebunden an die Interstate 55 und andere mehrspurige Fernstraßen. Mit Fertigstellung der neuen vierspurigen Greenville Bridge (Ende 2009) über den Mississippi nach Lake Village (Arkansas) ist die längste Brücke ihrer Art im nordamerikanischen Landesinneren in Betrieb gegangen. Die über 200 Millionen Dollar teure Brücke löst die vorherige, wesentlich schmalere Benjamin G. Humphreys Bridge ab.

### Eisenbahn
Greenville wurde im 19. Jahrhundert durch mehrere Bahnstrecken der Yazoo and Mississippi Valley Railroad der Illinois Central Railroad erschlossen. 2021 existieren davon die im Güterverkehr durch die Columbus and Greenville Railway genutzte Bahnstrecke Columbus–Greenville sowie die vorhandene, aber seit 2001 nicht mehr befahrene Strecke der Great River Railroad nach Rosedale im Bolivar County.

## Persönlichkeiten

### Söhne und Töchter der Stadt
- William Alexander Percy (1885–1942), Schriftsteller
- Spencer Akin (1889–1973), Offizier der US Army
- William Y. Humphreys (1890–1933), Politiker
- William Attaway (1911–1986), Schriftsteller und Komponist
- Shelby Foote (1916–2005), Romancier und Historiker
- Robert T. Henry (1923–1944), Soldat im Zweiten Weltkrieg und Träger der Medal of Honor[5]
- Jim Henson (1936–1990), Puppenspieler, Regisseur und Fernsehproduzent, entwarf die Muppet Show[6]
- Tyrone Davis (1938–2005), Soul-Musiker
- Sam Chu Lin (1939–2006), chinesisch-amerikanischer Journalist
- Arthur Blessitt (1940–2025), Evangelikaner und Wanderprediger
- Gloster Richardson (1941–2020), American-Football-Spieler
- Sid Selvidge (1943–2013), Blues-Musiker
- George Scott (1944–2013), MLB-Profi für die Boston Red Sox, Milwaukee Brewers, Kansas City Royals und New York Yankees
- Mary Wilson (1944–2021), Sängerin der Supremes
- Frank White (* 1950), Baseballspieler
- Finn Carter (* 1960), Schauspielerin
- Eden Brent (* 1965), Pianistin, Songwriterin und Sängerin
- J. D. Evermore (* 1968), Schauspieler
- LaToya Thomas (* 1981), Basketballspielerin

### Persönlichkeiten mit Bezug zur Stadt
- LeRoy Percy (1860–1929), Senator von Mississippi[7]
- Walker Percy (1916–1990), Schriftsteller
- Holt Collier (1848–1936), afroamerikanischer Cowboy und Bärenjäger – Jagdbegleiter von Präsident Theodore Roosevelt
- Jo Carr (1926–2007), Methodistenpfarrerin und Kirchenführerin in Texas, war zuvor Professorin für Anglistik an der Texas Tech University in Lubbock (Texas)[8]
- Leon „Pee Wee“ Whittaker (1906–1993), Posaunist; lebte am Beginn seiner Karriere in Greenville
- Jerry Rice (* 1962), Footballspieler bei den San Francisco 49ers – aufgewachsen in Greenville

## Partnerstädte
- Kronach,  Deutschland
- Greenville,  Liberia

## Nelson Street
Eine Station auf dem von der Mississippi Blues Commission ausgewiesenen Mississippi Blues Trail ist die Nelson Street in Greenville. Das Second Whispers Restaurant in der Nelson Street gehörte zum Chitlin’ Circuit in den frühen Tagen des Blues und erinnert an die Bedeutung dieses Platzes in der Entstehungsgeschichte des Blues in Mississippi.
Die Nelson Street war in den 1940er und 1950er Jahren ein historisch bedeutsamer Straßenzug mit einer lebendigen Szene von Clubs und Musiklokalen, in denen Delta Blues, Big Band Jump Blues und Jazz zu hören war. Plattenfirmen waren hier ständig auf der Suche nach neuen Talenten. Sie war vergleichbar mit der Beale Street in Memphis in den 1900er Jahren.